# Proporczyk (mundur)

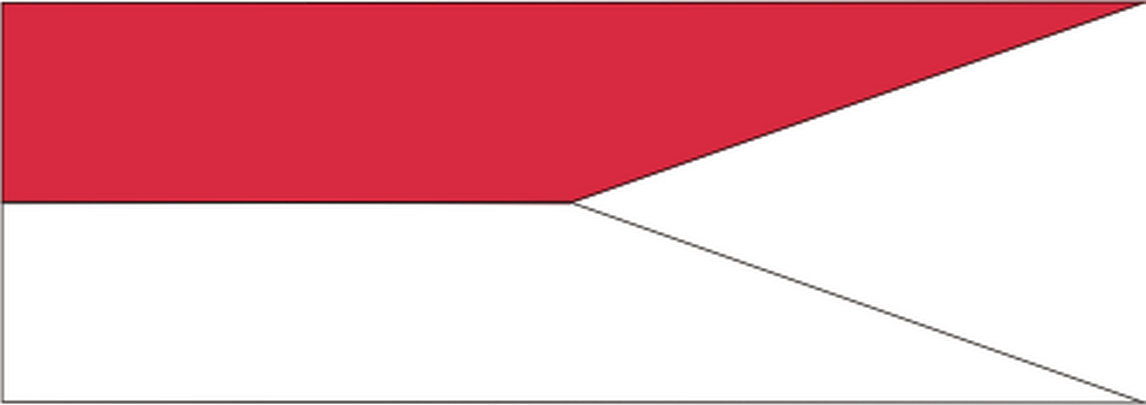
Proporczyk 1 pułku ułanów

Proporczyk – barwna oznaka rozpoznawcza noszona na kołnierzach mundurów Wojska Polskiego.

## Proporczyki w Wojsku Polskim II RP

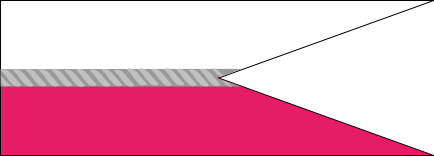
Proporczyk Szwadronu Przybocznego Naczelnego Wodza

Na przełomie 1917 i 1918 roku żołnierze 1 pułku ułanów I Korpusu Polskiego w Rosji ozdobili kołnierze swych mundurów miniaturowymi proporcami amarantowo-białymi. Zwyczaj ten przyjął się w pozostałych jednostkach jazdy I Korpusu i dotrwał do końca istnienia polskiej kawalerii.
W odradzającym się Wojsku Polskim, instrukcja „Przepis ubioru polowego Wojska Polskiego r. 1919” nie przewidywała początkowo noszenia proporczyków. W 1920 roku przywrócono barwne proporczyki w miejsce patki na kołnierzach żołnierzy szwadronu przybocznego, pułkach ułanów, strzelców konnych ułanów tatarskich i konnej artylerii. Proporczyki były naszywane na kołnierzu munduru, w odległości 5 mm od wężyka. Na płaszczu przyszywano proporczyk na środku kołnierza w odległości 2 cm od krótszego brzegu.

## Proporczyki w PSZ

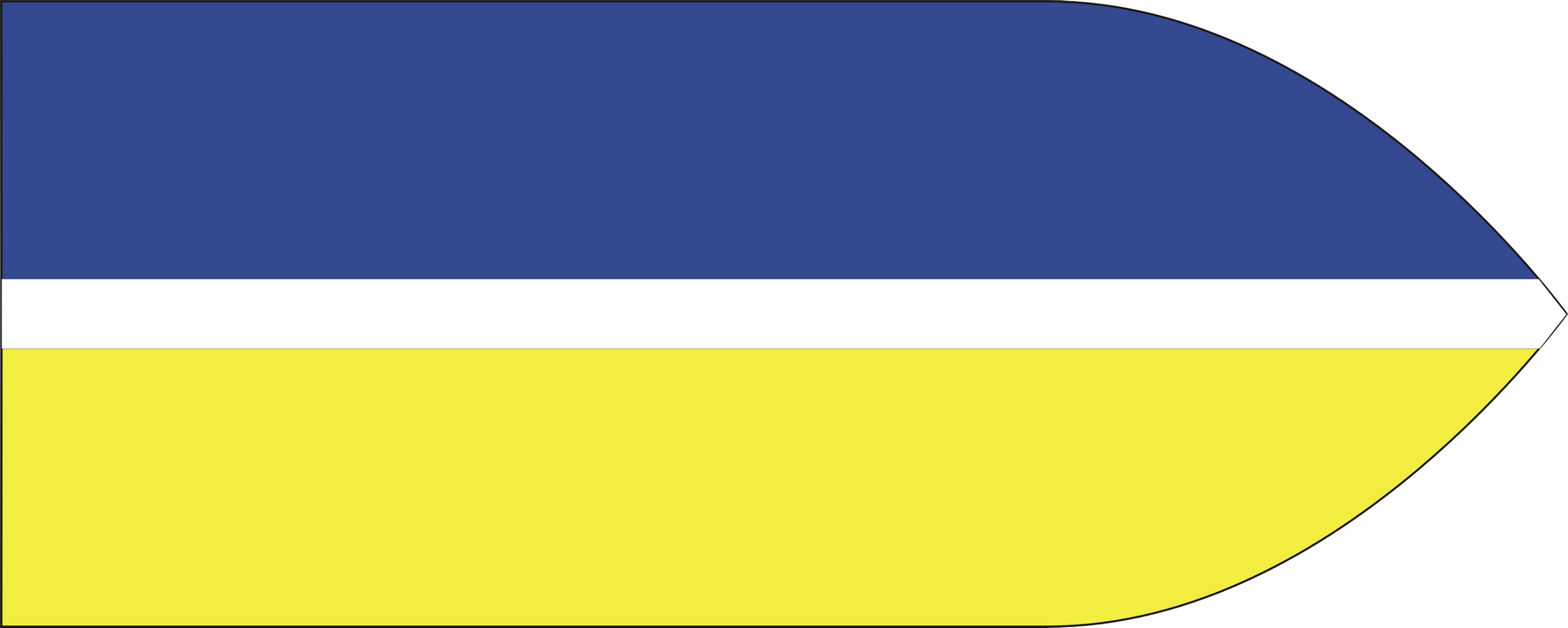
„Bagnet” 4 Dywizji Piechoty

W Polskich Siłach Zbrojnych na Zachodzie utrzymano tradycję noszenia proporczyków przy mundurach. Czynili to przede wszystkim żołnierze broni pancernej. Stosowano zarówno proporczyki trójkątne, jak i typu kawaleryjskiego. W piechocie stosowano „bagnety”.
Proporczyki pancerne w kształcie trójkąta równoramiennego miały długość 45 mm, szerokość u podstawy 20 mm.
Proporczyki kawaleryjskie o rozdwojonych i ostro ściętych końcach miały długość krawędzi – 50 mm, długość wzdłuż linii środkowej 20 mm, szerokość 20 mm.
Szerokości paska, wzdłuż środka proporczyków (żyłki), rozkaz nie określał. Zazwyczaj wynosiła ona ok. 2 mm.

Proporczyk 7 pułku pancernego

Po przetransportowaniu 2 Korpusu do Włoch przyjęto tam proporczyki kawaleryjskie, wykonane z metalu lub z kolorowego plastyku. Zmieniono również ich rozmiary, a krótką krawędź i ostre końce proporczyków odchylono od pionu pod kątem 25°. Zmodyfikowane proporczyki miały zazwyczaj następujące rozmiary: długość górnej i dolnej krawędzi 55–56 mm, długość wzdłuż linii środkowej 27–28 mm, szerokość paska wzdłuż środka 2 mm.

## Proporczyki w ludowym Wojsku Polskim
Proporczyk wz 1943

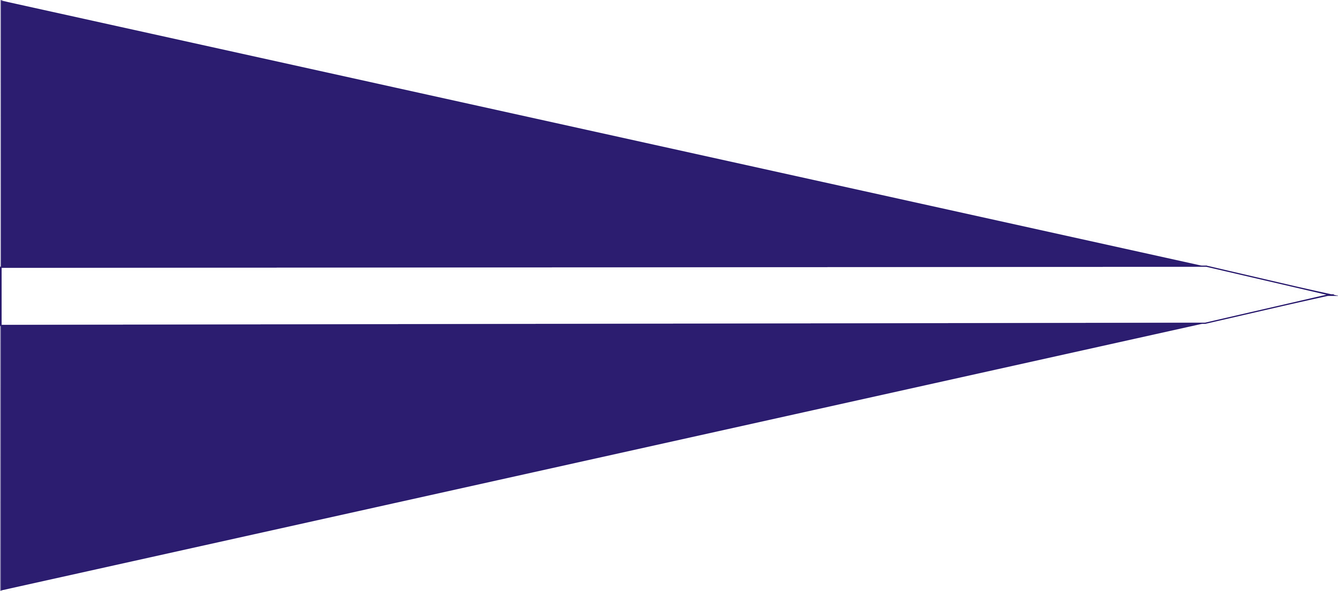
Proporczyk wojsk samochodowych

Barwy proporczyków określały charakter służby. Noszone były na kołnierzu kurtki i na kołnierzu płaszcza sukiennego. Stanowiły one barwne trójkąty równoramienne długości 6 cm i szerokości 3 cm. Wykonywane były z płótna, sukna, aksamitu i rypsu.
Proporczyk wz 1945

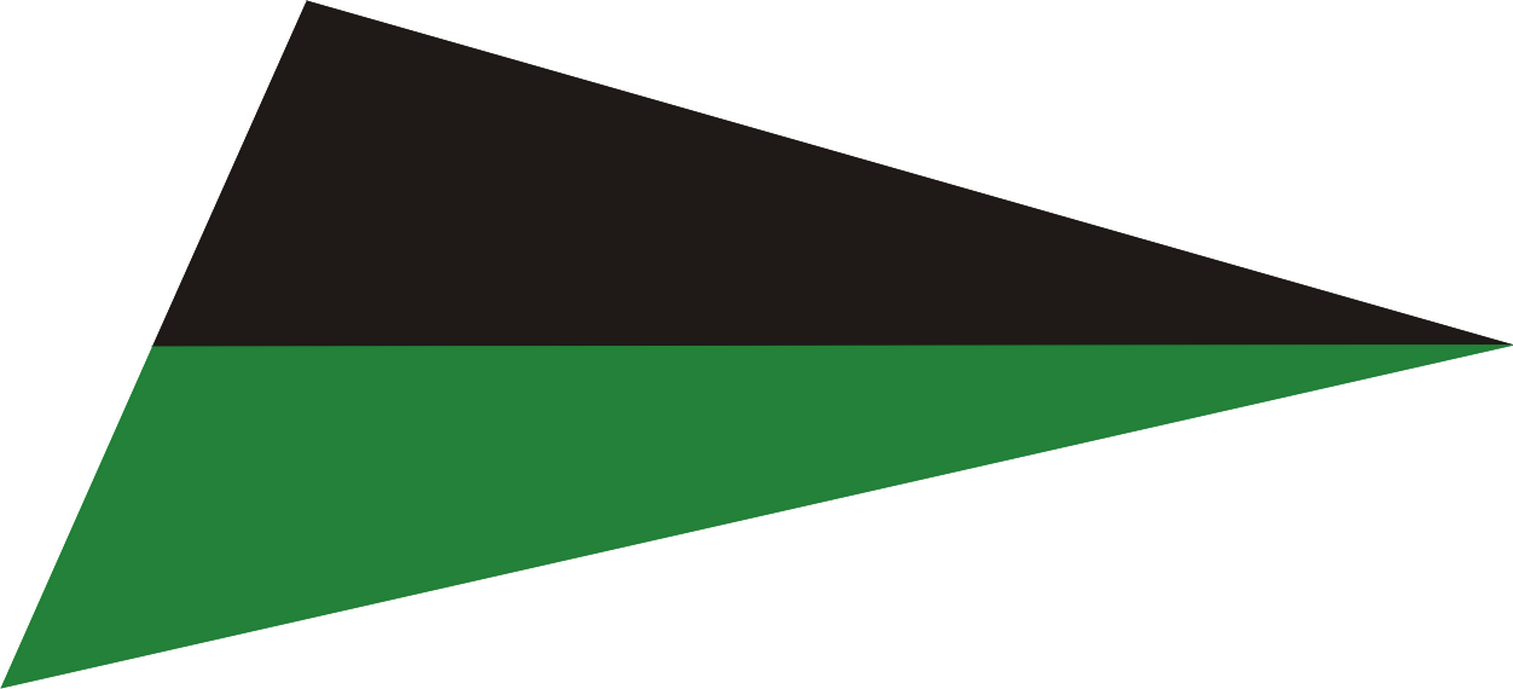
Proporczyk artylerii lekkiej

Powołanie do życia nowych jednostek spowodowało konieczność zmiany proporczyków. Zmieniono ich kształt i częściowo barwę. Stanowiły go dwa równoległe trójkąty materiału zszyte razem bokami długości 7 cm. Wymiary trójkątów: dolny – 2×7×8 cm, górny – 2×7×6,5 cm.
Funkcję proporczyków na kołnierzach płaszczy sukiennych wypełniały dwa paski materiału szerokości 0,5 cm zszyte razem i przyszyte do kołnierza w odległości 7 cm od dolnych rogów kołnierza. Kolory pasków były identyczne z kolorami proporczyków.